# Яков Фіхман
Яков Ілліч Фіхман (івр. יעקב פיכמן, їд. יעקבֿ פֿיכמאַן; 25 листопада 1881, Бєльці, Бессарабська губернія — 18 травня 1958, Тель-Авів, Ізраїль) — єврейський поет і перекладач. Писав на івриті та їдиші. Класик сучасної івритської поезії.

## Біографія

### Ранні роки
Яков Фіхман народився в бессарабському повітовому містечку Бєльці в родині заможного орендаря Елє Фіхмана та його дружини Песі. Рано привчився до читання і потрапив під вплив художньої літератури маскілім (просвітителів) на івриті (М. Й. Лебенсона, А. Мапу) та реалістів на їдиші (особливо Іцхака Переца). У 14-ть років пішов з дому, бродяжив по містечках і весях сусідніх Херсонської та Подільської губерній, нарешті осів у Кишиневі, де вперше отримав доступ до великої бібліотеки і серйозно зайнявся самоосвітою, вивчив російську та німецьку мови, освоїв російську літературу та підготувався до здачі гімну. екстерном.
У Кишиневі ж Фіхман почав писати вірші івритом, їдишем і російською мовою. У 1900 році в дитячому івритському журналі «Ган шаашуїм» з'являються його вірш «Шир авів» (Пісня весни) і переклад лермонтовського «Коли хвилюється жовтіюча нива».
З Кишинева Фіхман повернувся до батьків у Бєльці, поринув у традиційну єврейську літературу. У 1901—1903 роках — в Одесі, де познайомився з Бяликом та С. Бен-Ціоном; у 1903—1905 роках — у Варшаві, де вже по-справжньому регулярно почав публікуватися в газетах на івриті «Га-Цофе» (Спостерігач) та «Га-Ор» (Світло) і на їдиші в найбільшій щоденній газеті «Хайнт» (Сьогодні); тут же познайомився із Іцхаком Перецем — на той час метром єврейського літературного життя Варшави.
У 1905 році знову повернувся до Кишинева, а після погрому того ж року переїхав до прикордонного бессарабського містечка Леова (тепер райцентр Леовського району Молдови), де тоді жив відомий письменник Ідл (Єгуда) Штейнберг. Через три роки Фіхман залишив Леово, короткий час жив у Вільному, а ще через рік — у 1909 році — приїхав до Одеси, де допомагав Й. Х. Рівнницькому та Е. Л. Левінському у підготовці чотиритомного зібрання творів на івриті щойно померлого Єгуди Штейнберга.

### Літературний дебют
Взимку 1909/10 років — навчався на педагогічних курсах у Гродно, потім поїхав до Варшави, де в тому ж році вийшла його книжка для дітей «Агадос ве Ширім» (Сказання та вірші). У 1911 році там же з'являються складена і прокоментована ним збірка пісень на їдиші «Ді Їдіше Музе» (Єврейська Муза) та перша збірка віршів на івриті «Гиволим» (Стебла). У 1912 році поїхав до Палестини, де деякий час редагував дитячий журнал «Моледет» (Батьківщина) і все більше захоплювався літературою для дітей та юнацтва.
У 1913 році у Варшаві вийшла складена ним хрестоматія дитячої літератури на їдиші «Фар Шул Ун Фолк» (Для школи та народу) і друге, розширене видання єврейських народних пісень «Ді Їдіше Музе» (видавництво Велт-Бібліотек). Незабаром перебрався до Берліна, а з початком Першої світової війни — знову до Одеси, де працював у видавництві Бялика та Рівницького «Морія» на Великій Арнаутській вулиці. У 1915 році видав підручник на івриті «Швілім» (Шляхи: Ілюстрована хрестоматія для 4-го року навчання), а в 1919 році збірка есеїстики «Бавуот» (Роздуми).
Наприкінці того ж року вже назавжди залишив Україну, що перейшла в тій час під радянську владу, відчалив пароплавом «Руслан» з Одеси, і через кілька днів зійшов на берег у середземноморському порту Яффа. Відновив видання журналу «Моледет», переклав на іврит Леоніда Андреєва, редагував дитячий додаток до газети «Гаарец», але вже 1921 року знову поїхав до Варшави. Тут співпрацював з журналом на івриті «ха-Ткуфа» (Епоха) та газетою на їдиші «Ді Їдіше Велт» (Єврейський світ), випустив хрестоматію дитячої літератури на івриті «Лашон ве-Сефер» (Мова і книга) та книгу прози для юнацтва на їдиші «Шабес ін валд» (Субота в лісі, 1924). У 1924—25 роках — у Кишиневі, працював у редакції газети «Ундзер Цайт» (Наш час, їдиш), яка видавалась Золменом Розенталем, багато друкувався на їдиші.

### У підмандатній Палестині та Ізраїлі
З 1925 року і до кінця життя — в Ерец-Ісраель, співпрацював з різними івритськими виданнями підмандатної Палестини та їдишською періодикою Польщі, з 1936 по 1942 рік редагував журнал «Мознаїм» — офіційний орган спілки івритських письменників країни, а з 1942 року і до кінця життя вів постійну рубрику в літературному додатку до щоденної газети" «Давар» (Слово).
У ці роки Фіхман переробив низку своїх власних, написаних в ашкеназькій вимові віршів, адаптуючи їх ритміку до нової, що базується на сефардській вимові поселенців. Один за одним виходять збірки «Сефер ха-Эрец» (Книга землі; проза, 1927), «Мін ха-Тене» (Із кошика; вірші та проза, 1932), «Йемей Шемеш» (Сонячні дні; поеми, 1934), «Цлалім Аль ха-Садот» (Тіні на полях; вірші, 1935), «Авів ба Шомрон» (Весна в Самарії; вірші, 1943), «Пеат га-саде» (Край поля; вірші, 1945), «Демуйот кедумім» (Образи минулого; проза та поезія, 1948), "Селаїм б'Єрушалаїм " (Скелі в Єрусалимі; вірші та проза, 1951), 18 книг для дітей та юнацтва, 9 книг нарисів про єврейських письменників (Бялика, Мапу, письменників Польщі, Одеси та інших), збірка «Бессарабія» (1941, разом з Хаїмом Шорером, ілюстрації Нахума Гутмана), віршовані та прозові переклади з німецької (Гейне, Гете, К. Хеббеля, Гессе, Є. П. Якобсена), російської (Блок, Лермонтов), французької (Франс, Бодлер). У 1951 року разом із К. А. Бертіні та Б. І. Міхалі підготував до друку другий том посмертних зборів творів бессарабського письменника М. Гольденберга «ха-Тахана ха-Атіка» (Стародавній вокзал). Посмертно видано збірки віршів та спогади письменника.
Продовжував Фіхман писати і на їдиш. У 1949 році він став одним із засновників, редагованого Авромом Суцкевером, квартальника «Ді Голдене Кейт» (Золотий ланцюжок) — головного літературного видання країни на їдиш. Перший же номер журналу відкривається програмною статтею Фіхмана «Між івритом та їдишем», в якій він серед іншого виголошував: «Ганебно і не піддається розумінню, що поети, які пишуть на івриті, знають настільки трохи про своїх колег, що пишуть на їдиш, і що івритська преса приділяє настільки мало уваги огляду літературної творчості на їдиш». Однією з основних цілей нового видання на їдиш Фіхман бачив заповнення та виправлення цієї прогалини, зближення єврейських літераторів, що пишуть двома єврейськими мовами. У 1953 році в Буенос-Айресі вийшов великий том вибраних спогадів, віршів та есе Фіхмана на їдиш «Рейгнбойгн» (Райдуга), підготовлений автором і виданий аргентинським об'єднанням вихідців з Бессарабії.

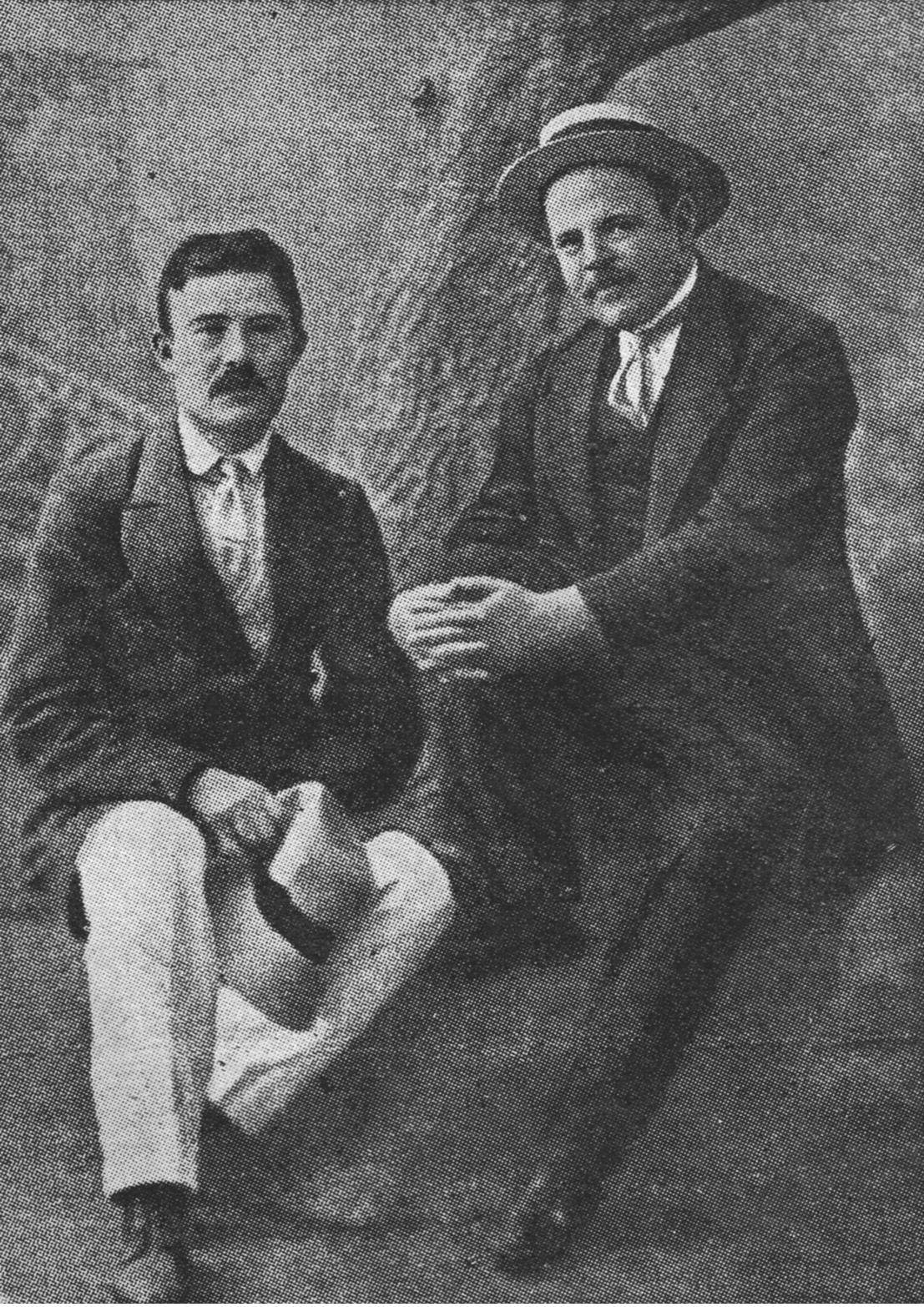
Поети Я. Фіхман та Х.-Н. Бялик в Одесі. 1911 рік.

Ім'ям Фіхмана названо вулиці у різних містах Ізраїлю. З 1964 року бессарабським земляцтвом країни присуджується щорічна премія ім. Якова Фіхмана в галузі літератури та мистецтва, серед лауреатів якої: письменники Меєр Харац, Їхил Шрайбман, Янкл Якір, Борис Сандлер, художник Нахум Гутман та інші.